# Brein Fülöp

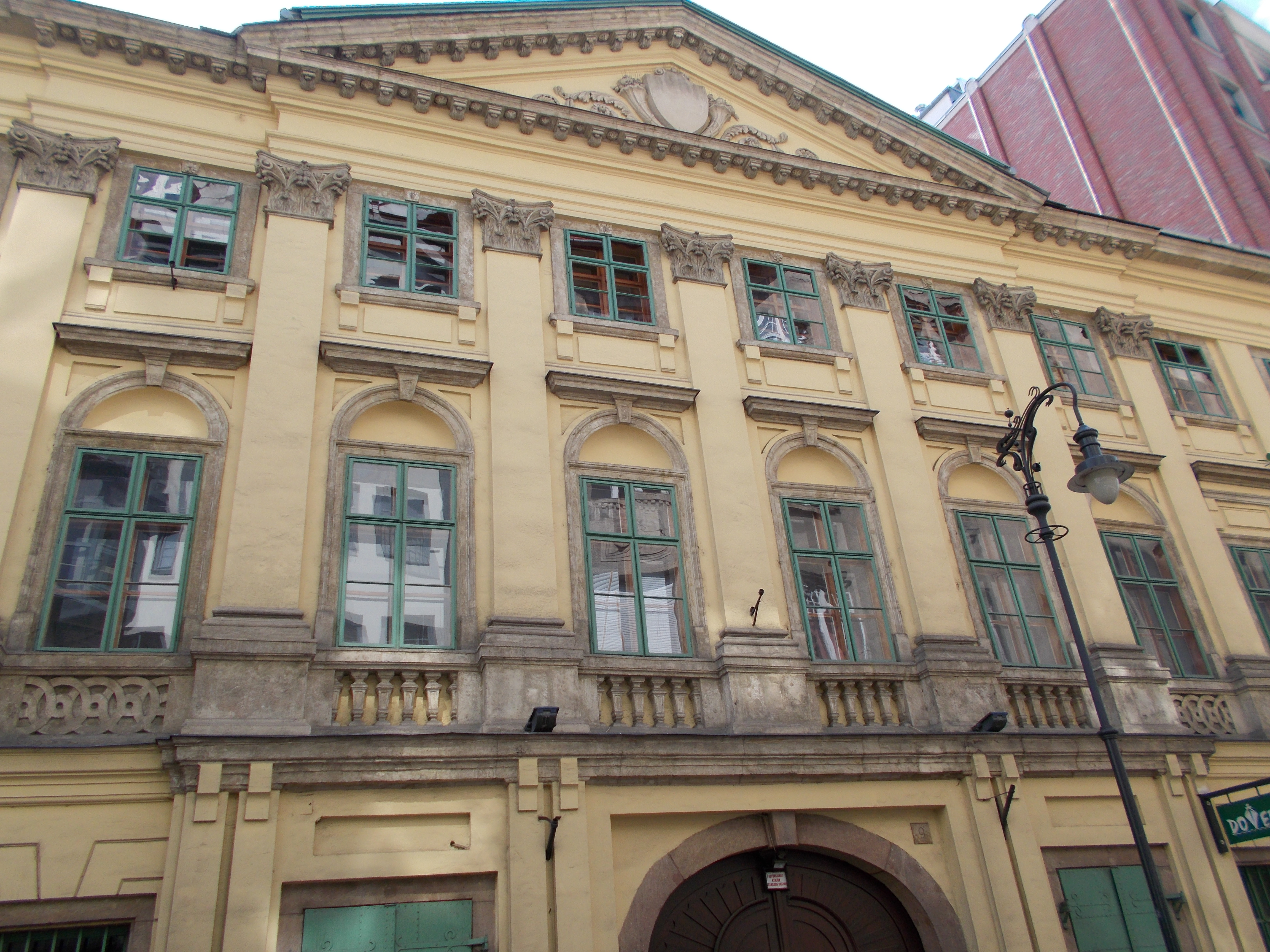
Király u. 9. (1810 körül épült)

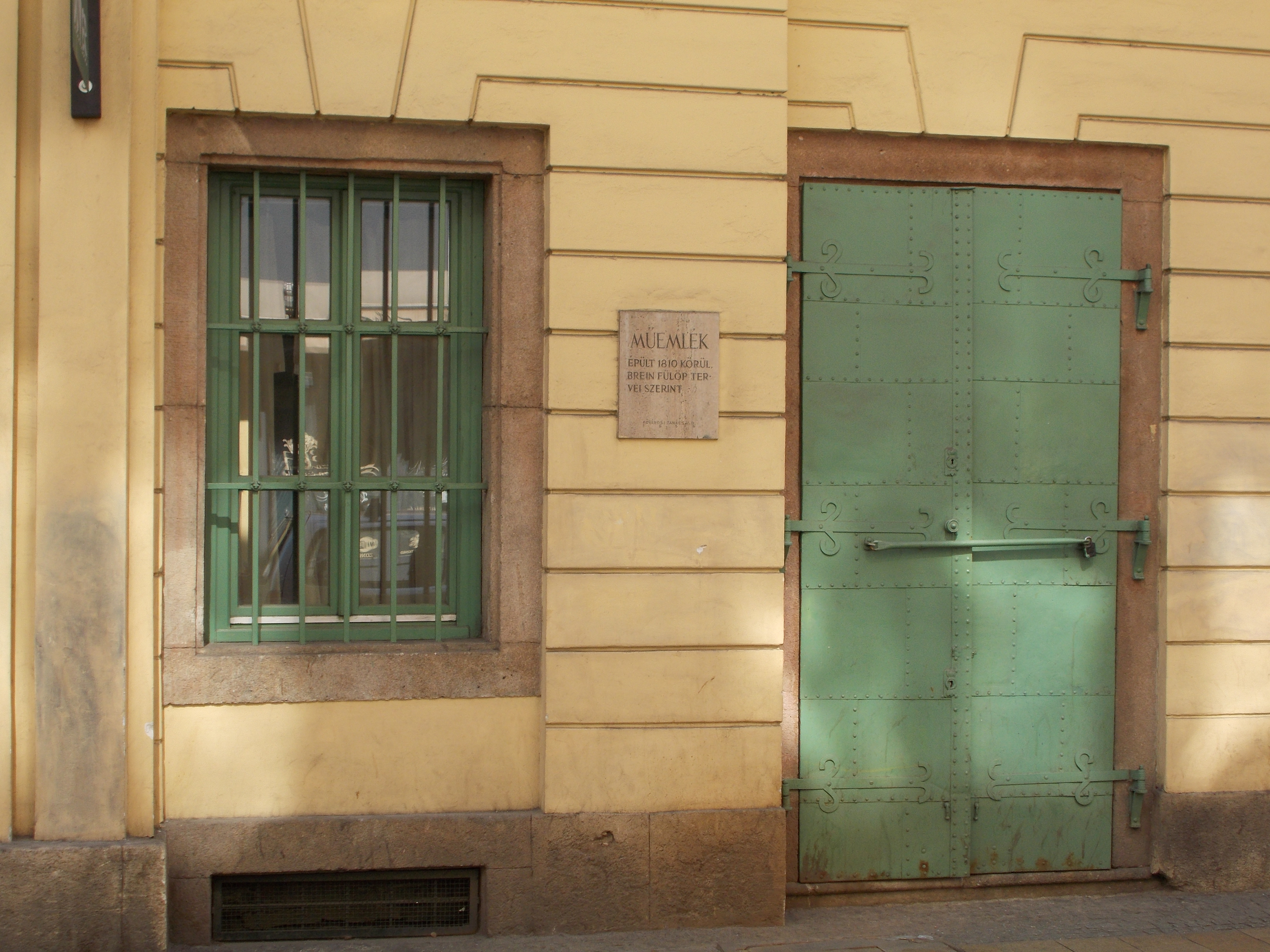
Emléktábla a Király u. 9. alatti házon

Brein Fülöp (Pest, 1742. április 30.  – ? ) építőmester. Pesten működött a 19. század elején.
Fivérével, Brein Ignáccal együtt a korai klasszicizmus pesti kismestereinek egyike volt. Ők mindketten a kor szokásainak megfelelően egyszerre terveztek és építettek a megrendelők igényei szerint.

Brein Fülöp emelte Budapest egyetlen megmaradt copf stílusú házát, a Jakabffy-palota épületét. 

## Életpályája
Brein Fülöp édesapja, Brein Pál is építőmester volt. Később az építészi hivatást választotta Brein Pál másik fia, Ignác és unokája, Ferenc is. Bár Brein Fülöp tanulmányairól nem maradtak fenn adatok. Feltehető, hogy teljesítette a kőműves céhhez csatlakozás feltételeit, így az egy éves pallérkodást is. Összefüggésben állhat a felvétellel rein Fülöp  Ebben az időszakban keletkezhetett, talán épp a kőműves céhhez való csatlakozás feltételeként ez az 1778-as tervlap is, amelyen egy elképzelt, ideális palota főhomlokzata látható. A grandiózus, későbarokk stílusú palota főhomlokzatát megjelenítő lapon az építész nemcsak az építészeti elemeket dolgozta ki részletesen, hanem  több  kis staffázs alakot; férfiakat, nőket, gyerekeket is ábrázolt a tervezett épület előtti füves térségben.
Zofahl Lőrinc 1808. június 23. és 1811. június 23. között inas volt Brein Fülöp építőmester mellett.
Brein Fülöp tervezte Budapest egyetlen megmaradt copf stílusú házát, a Jakabffy-palotát.
Munkásságáról  korábban eléggé kritikus értékelések is  születtek.

„1809–22 között alkotott tervei kivétel nélkül kisméretű és szerény igényű házak számára készültek, amelyek homlokzatképzésénél szemmel láthatóan küszködött a rizalitok vagy gazdagabb bejáratok tervezésével. Helyes szerkezeti és építészeti megoldás helyett szertelen és nyugtalan díszítő elemek alkalmazásával próbál kárpótolni. Ezáltal nemcsak tehetségének hiányait, hanem a múlt művészetében gyökerező felfogását is elárulja. Olyan tervek, mint az 1811-ben készült Unger-ház szép lépcsőháza, vagy a következő évben tervezett Soller-ház kedvesen játékos homlokzatképzése, a ritka kivételek közé tartoznak.”

## Művei
Brein Fülöp emelte a Budapest VII. ker., Király u. 9. sz. alatti házat. Ezt a kétemeletes városi palotát gróf Jakabffy Miklós táblabíró építtette 1807 és 1810 között. A ház aljában 1863-ban nyitott ki a „Három Rózsa” cégérű söröző. Később e házban működött „Fekete Macska” zengeráj, a híres-neves pesti Chat Noir.  A Blaue Katze, a Kék Macska a 15. szám alatt üzemelt 1855-től 1893-ig.
Brein Fülöp egy házat 1815-ben id. Pekarik Imrének épített az Üllői úton.
Brein Fülöp jegyzi a Budapest, VII. ker., Király utca 47. szám alatt álló gótizáló architektúrájú bérházat is, a Pekáry-házat. (E ház második emeletén élt 1899-től néhány évig Krúdy Gyula első feleségével, Spiegler Arabellával.)
A  Budapest V. ker., Nyáry Pál u. 8. szám alatti, 1815-ben Brein Fülöp tervei alapján épült klasszicista lakóépületet 1994-ben műemlékké nyilvánították. 
{